# Topilce, Verhovîna
Topilce (în ucraineană Топільче) este un sat în comuna Zelene din raionul Verhovîna, regiunea Ivano-Frankivsk, Ucraina.

## Demografie
Componența lingvistică a localității Topilce
     Ucraineană (100%)
Conform recensământului din 2001, toată populația localității Topilce era vorbitoare de ucraineană (100%).